# Girlicious (álbum)
Girlicious es el título del álbum debut del grupo estadounidense Girlicious, actualmente conformado por Nichole Cordova, Chrystina Sayers y Natalie Mejía. En todos los tracks aparece la voz de Tiffanie Anderson, exintegrante del grupo desde principios de junio del 2009. El álbum fue puesto a la venta el 12 de agosto de 2008 únicamente en Canadá, ya que fue en ese país donde el reality The Pussycat Dolls Present: Girlicious tuvo mayor índice de audiencia.

## Historia
Al concluir el reality The Pussycat Dolls Present: Girlicious, las integrantes del grupo se dedicarón a grabar temas, grabando más de 20, de los cuales 14 fueron los selectos para el lanzamiento del álbum.

## Información del álbum
El álbum cuenta con 14 tracks, la mayoría de estos con ritmos bailables, pasando por temas un poco acercados a baladas.

## Recepción
El álbum, debutó en el N.º 2 en Canadá con ayuda del sencillo Like Me, que previamente llegó a posicionarse en el lugar 4 en ese país.

## Lanzamiento y promoción
Para dar promoción al disco, Girlicious presentó "Like Me" en los MuchMusic Video Awards el 15 de junio de 2008. También estuvieron abriendo los conciertos para los Backstreet Boys en su Unbreakable World Tour que comenzó el 30 de julio de 2008, en St. John's, Newfoundland, Canadá.
El 6 de agosto de 2008, Girlicious presentó 6 canciones del álbum en Live @ Much: "Stupid Shit", "Baby Doll", "Still In Love", "Here I Am", "Liar, Liar" y "Like Me". "Here I Am" no fue presentada al aire.
Existen inconvenientes del lanzamiento mundial para el álbum ocasionados por el cambio de sello discográfico Geffen Records a Interscope Records, y es por eso que solo se ha promocionado en Canadá.

## Tour
Girlicious estuvo abriendo los conciertos para el Unbreakable Tour de los Backstreet Boys que comenzó el 30 de julio de 2008 y terminó el 6 de septiembre en ese mismo año.
Girlicious regresó a Canadá con The Girlicious Tour que tuvo como invitado especial a Danny Fernandes. Este tour comenzó en octubre y terminó en noviembre.
Durante la primera semana de febrero de 2009, Girlicious hizo tres apariciones en club nocturnos de Canadá. Se presentaron en The Playboy Mansion Gameday Party, y regresarón a su tour con Danny Fernandes a principios de marzo concluyendo a finales de ese mismo mes.

## Lista de canciones

### Edición para Canadá
| #                          | Canción                            | Artistas invitados | Compositores                                                                          | Duración |
| -------------------------- | ---------------------------------- | ------------------ | ------------------------------------------------------------------------------------- | -------- |
| 1.                         | "Do About It"                      |                    | T. Thomas, M. Ambrosius, S. Sims, D.Richards, B. Kelly, P.Sawyer, R.Taylor & F.Wilson | 3:41     |
| 2.                         | "Baby Doll"                        |                    | A. Harr, J.Jackson, Makeba, S.Ridel                                                   | 3:20     |
| 3.                         | "Liar Liar"                        | Flo Rida           | A. Harris, J. Jackson & K. Cossom                                                     | 3:38     |
| 4.                         | "Save the World"                   |                    | A. Harris, V. Davis, B. Kelly & R. Love                                               | 3:47     |
| 5.                         | "Here I Am"                        |                    | C. Mays Jr., C. Dwight & P. HAMILTON                                                  | 4:13     |
| 6.                         | "Already Gone"                     |                    | A. Harr, J. Jackson, S. Ridel, B. Kelly & Mischke                                     | 3:44     |
| 7.                         | "I.O.U.1."                         | Kardinal Offishall | M. Thumbi                                                                             | 4:15     |
| 8.                         | "My Boo"                           |                    | P. Alexander, E. Dean & C. Williams                                                   | 4:12     |
| 9.                         | "Radio"                            |                    | A. Harris, V. Davis, R. Love, B. Kelly & F. Walker                                    | 3:30     |
| 10.                        | "Still in Love"                    | Sean Kingston      | J. Rotem, J. Poyser, K. Livingston, Sean Kingston & N. Flores                         | 3:42     |
| 11.                        | "It's Mine"                        |                    | P. Alexander, E. Dean & C. Williams                                                   | 3:30     |
| 12.                        | "The Way We Were"                  |                    | A. and M. Bergman & Marvin Hamlish                                                    | 3:20     |
| 13.                        | "Stupid Shit"                      |                    | B. Dozier & S. Ridel                                                                  | 3:07     |
| 14.                        | "Like Me"                          |                    | P. Alexander, E. Dean & C. Williams                                                   | 2:54     |
| 15.                        | "Mirror" (iTunes bonus)            |                    | M. Ambrosius, S. Simms, B. Kelly & Bernard Edwards Jr.                                | 3:49     |
| Edición Deluxe para Canadá |                                    |                    |                                                                                       |          |
| 16.                        | "Caught"                           |                    | L. Biancaniello, R. Daniels, S. Watters, W Wilkins & T. Davis                         | 3:46     |
| 17.                        | "Don't Turn Back"                  | Colby O'Donis      | C. O'Donis, R. Lee, C. Sparks & A. Thiam                                              | 4:00     |
| 18.                        | "Baby Doll" (Dave Aude Club Mix)   |                    | A. Harris, J. Jackson & M. Riddick                                                    | 6:48     |
| 19.                        | "Like Me" (Dave Aude Club Mix)     |                    | P. Alexander, E. Dean & C. Williams                                                   | 7:50     |
| 20.                        | "Stupid Shit" (Dave Aude Club Mix) |                    | B. Dozier & S. Ridel                                                                  | 7:07     |

## Lanzamiento mundial
| Región | Fecha                | Sello discográfico |
| ------ | -------------------- | ------------------ |
| Canadá | 12 de agosto de 2008 | Geffen Records     |

## Posiciones mundiales
| Listas (2008)         | Posición |
| --------------------- | -------- |
| Canadian Albums Chart | 2        |